# Тадеуш Годлевський
Тадеуш Юзеф Флоренцюш Годлевський (пол. Tadeusz Józef Florencjusz Godlewski; 4 січня 1878, Львів — 28 липня 1921, там само) — польський фізик, професор, ректор Львівської політехніки (на той час Вища політехнічна школа) у 1918—1919 роках, засновник першої польської лабораторії для дослідження процесів випромінення.

## Біографія
Народився у Львові 1878 року в родині Еміля Годлевського, фізіолога рослин і агрохіміка. Брат Еміля Годлевського (молодшого), лікаря, професора ембріології і біології. З 1897 року навчався в Ягеллонському університеті.
З 1900 року — асистент кафедри фізики університету. Пізніше продовжив навчання в політехнічному інституті Стокгольма. У 1904 році вирушив до Монреаля, де став працювати під керівництвом Е. Резерфорда. Займався дослідженнями радіоактивного випромінювання. Повернувшись на батьківщину, захистив докторську дисертацію у «Львівській політехніці». Навчав у Політехніці. З 1907 — професор, у 1908/09 — декан кафедри технічної хімії. Мешкав у Львові на вулиці Хоронщизна, 8 (нині — вулиця Чайковського). Через початок першої світової війни виїхав до Відня. По поверненню до Львова був обраний ректором Політехніки (1918—1919). Займався відновленням зруйнованої в результаті польсько-українських боїв за Львів матеріальної бази вишу.
Взимку 1919—1920 років отримав отруєння чадним газом, яке згодом призвело до порушення кровообігу і смерті професора.
Тадеуш Годлевський був дійсним членом Львівського наукового товариства, одним з творців і членом Академії технічних наук у Варшаві, а з 1921 року був членом-кореспондентом Польської академії знань.
Помер 28 липня 1921 року у Львові та похований на Личаківському цвинтарі.

## Наукова діяльність
Займався дослідженнями колоїдних систем. Автор 30 наукових праць. Засновник першої в Польщі лабораторії для досліджень радіоактивних явищ. Проводив дослідження радіоактивного ряду актинія (починається з U-235). Виявив, що до його складу входить новий елемент актинія X, який пізніше виявився одним з ізотопів радію.
Автор історії польської науки.

## Нагороди
- Командорський хрест ордена Відродження Польщі (1936 рік, посмертно) — за видатні заслуги у військовій та цивільній сферах.